# Vladimir Smirnov (langlaufer)
Vladimir Smirnov (Sjtsjoetsjinsk, 7 maart 1964) is een voormalig Kazachs langlaufer.

## Carrière
Smirnov nam viermaal deel aan de Olympische Winterspelen onder drie verschillende vlaggen. Smirnov won onder de Sovjet-vlag in 1988 de zilveren medaille op de 30 kilometer en de estafette en de bronzen medaille op de 15 kilometer. In 1989 won Smirnov de wereldtitel op de 30 kilometer. Tijdens Smirnov zijn derde olympische optreden, ditmaal onder de vlag van Kazachstan, won hij de gouden medaille op de 50 kilometer. Op dezelfde Spelen won Smirnov de zilveren medaille op de achtervolging en de 10 kilometer. Smirnov behaalde tijdens de Wereldkampioenschappen langlaufen 1995 drie gouden medailles en één bronzen medaille. Smirnov mocht tijdens de openingsceremonie van de Spelen van 1998 de Kazachse vlag het stadion binnendragen. Tijdens deze Spelen won Smirnov de bronzen medaille op de achtervolging. Smirnov won in 1991 en in 1994 het algemene klassement van de wereldbeker. Smirnov was van 1999 tot en met 2001 lid van het IOC.

## Belangrijkste resultaten

### Olympische Winterspelen
| Editie | Plaats      | Resultaten                                                 |
| ------ | ----------- | ---------------------------------------------------------- |
| 1988   | Calgary     | 15 km · 30 km · estafette                                  |
| 1992   | Albertville | 13e 10 km 9e 30 km 35e 50 km 8e achtervolging 5e estafette |
| 1994   | Lillehammer | 10 km · 10e 30 km · 50 km · achtervolging                  |
| 1998   | Nagano      | 4e 10 km · 12e 30 km · 8e 50 km · achtervolging            |

### Wereldkampioenschappen langlaufen
| Jaar | Plaats        | Resultaten                                    |
| ---- | ------------- | --------------------------------------------- |
| 1985 | Seefeld       | 16e 15 km                                     |
| 1987 | Oberstdorf    | 5e 15 km                                      |
| 1989 | Lahti         | 10e 15 km · 30 km                             |
| 1991 | Val di Fiemme | 15 km · 30 km                                 |
| 1993 | Falun         | 10 km · 30 km · 21e 50 km · achtervolging     |
| 1995 | Thunder Bay   | 10 km · 30 km · 50 km · achtervolging         |
| 1997 | Trondheim     | 4e 10 km 42e 30 km 19e 50 km 8e achtervolging |

### Wereldbekeroverwinningen
| Datum            | Plaats         | Onderdeel                    |
| ---------------- | -------------- | ---------------------------- |
| 23 februari 1986 | Kavgolovo      | 15 km klassiek               |
| 9 januari 1988   | Kavgolovo      | 30 km klassiek               |
| 18 februari 1989 | Lahti          | 30 km klassiek               |
| 25 februari 1990 | Reit im Winkl  | 30 km vrije stijl            |
| 15 december 1990 | Davos          | 15 km klassiek               |
| 19 december 1990 | Les Saisies    | 30 km klassiek               |
| 5 januari 1991   | Minsk          | 15 km vrije stijl            |
| 18 december 1992 | Val di Fiemme  | 30 km vrije stijl            |
| 16 januari 1993  | Bohinj         | 15 km vrije stijl            |
| 11 december 1993 | Santa Caterina | 30 km klassiek               |
| 21 december 1993 | Toblach        | 10km klassiek                |
| 21 december 1993 | Toblach        | 15 km vrije stijl            |
| 9 januari 1994   | Kavgolovo      | 15 km klassiek               |
| 15 januari 1994  | Oslo           | 15 km vrije stijl            |
| 27 februari 1994 | Lillehammer    | 50 km klassiek               |
| 5 maart 1994     | Lahti          | 15 km vrije stijl            |
| 27 januari 1995  | Lahti          | 15 km vrije stijl            |
| 29 januari 1995  | Lahti          | 15 km achtervolging klassiek |
| 11 februari 1995 | Oslo           | 50 km klassiek               |
| 9 maart 1995     | Thunder Bay    | 30 km klassiek               |
| 11 maart 1995    | Thunder Bay    | 10km klassiek                |
| 13 maart 1995    | Thunder Bay    | 15 km vrije stijl            |
| 26 november 1995 | Vuokatti       | 10km klassiek                |
| 9 januari 1996   | Štrbské Pleso  | 50 km vrije stijl            |
| 13 januari 1996  | Nové Město     | 15 km klassiek               |
| 24 februari 1996 | Trondheim      | 30 km vrije stijl            |
| 9 maart 1996     | Falun          | 10 km vrije stijl            |
| 10 maart 1996    | Falun          | 15 km achtervolging klassiek |
| 19 januari 1997  | Lahti          | 30 km klassiek               |
| 8 maart 1998     | Lahti          | 30 km klassiek               |